# Sopa de patas
 (mars 2024).
La sopa de patas (litt. soupe de pattes) est une soupe typique du Salvador. Son nom est tiré du fait que l'un des ingrédients qui fournit le bouillon sont les pattes de vache, en plus de tripes. Parmi les légumes utilisés pour composer la soupe figurent la chayote, le chou, le yucca et, parfois, le maïs. Il est généralement assaisonné de jus de citron et de piment.